# 1946 na informática

## Eventos
- 23 de Fevereiro - Lançamento do ENIAC (Electrical Numerical Intregator and Computer). Pesava 30 toneladas e ocupava uma sala grande. Para processar todo aquele tamanho, eram necessárias 18 mil válvulas, cada uma do tamanho de uma lâmpada pequena. As válvulas queimavam com facilidade e precisavam ser substituídas frequentemente.